# Augustin Chantrel
Pour les articles homonymes, voir Chantrel.
Augustin Chantrel (né le 8 juillet 1908 à Mers-les-Bains et mort le 4 septembre 1956 dans le 16e arrondissement de Paris) est un footballeur français évoluant au poste de milieu de terrain défensif. Avec l'équipe de France, il fut sélectionné pour la Coupe du monde 1930 en Uruguay.

## Biographie
Lors du premier match de la Coupe du monde 1930 face au Mexique, « Tintin » Chantrel supplée le gardien de but Alexis Thépot en cours de match après sa blessure, car les remplacements, ne sont, à l'époque, pas autorisés.

## Carrière

### Carrière en club
- 1925-1929 :  Red Star
- 1930-1933 :  CASG Paris
- 1933-1934 :  Amiens SC
- 1934-1939 :  Red Star

| Saison    | Club      | Championnat | Championnat | Championnat | Coupe(s) nationale(s) | Coupe(s) nationale(s) | Total | Total |
| Saison    | Club      | Division    | M.          | B.          | M.                    | B.                    | M.    | B.    |
| 1933-1934 | Amiens SC | 2           | 22          | 0           | 5                     | 0                     | 27    | 0     |

### Carrière internationale
- 15 sélections en équipe de France de 1928 à 1933
  - Première sélection : France-Suisse (score final : 3-4) le 11 mars 1928
  - Dernière sélection : France-Allemagne le 19 mars 1933
- Participation aux jeux olympiques d'été de 1928 et à la coupe du monde de football de 1930

## Palmarès
Red Star Olympique :
- Vainqueur de la Coupe de France en 1928